# Ranxo La Brea

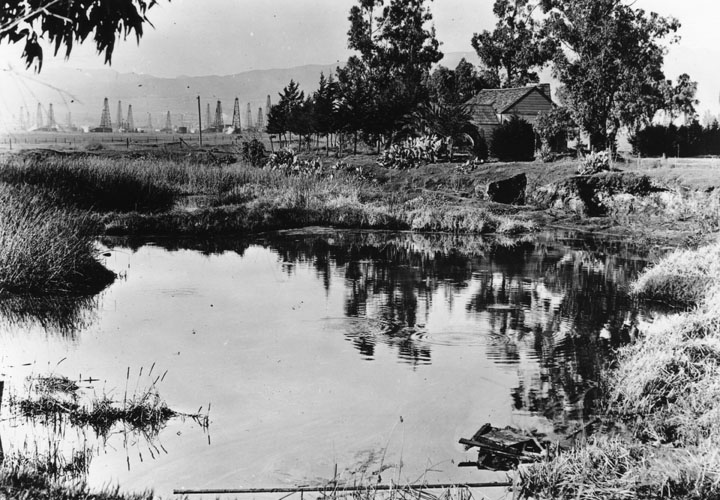
Fotografia del ranxo La Brea (1910)

El Ranxo La Brea fou una concessió de terra mexicana de 4439 acres (18,0 km²) a l'actual comtat de Los Angeles, Califòrnia, atorgada el 1828 a Antonio José Rocha i Nemisio Domínguez per José Antonio Carrillo (batlle de Los Angeles) El Ranxo La Brea consistia en una llegua quadrada de terra del que ara és Miracle Mile de Wilshire, Hollywood i parts de West Hollywood. El ranxo era cèlebre pels nombrosos llacs d'asfalt. La concessió es va fer amb la condició que els residents del poble poguessin tenir accés lliure a l'asfalt, per a ús personal, dels pous de la propietat.
En 1860, el fill d'Antonio José Rocha, José Jorge Rocha, va traspassar el Ranxo La Brea a Henry Hancock. A mesura que Los Angeles va créixer, el Rancho es va subdividir i desenvolupar. La major part de Ranxo La Brea va ser desenvolupada pel seu fill supervivent, el Capità George Allan Hancock, que va reconèixer la importància científica dels fòssils trobats als jaciments asfàltics. La propietat del Ranxo va passar a La Brea Oil Company que va cedir 23 acres al comtat de Los Angeles el 1924 per tal de preservar i exhibir els fòssils exhumats de Ranxo La Brea. Els pous d'asfalt de La Brea dins del Parc són un Monument Natural Nacional ara registrat.
Al llarg de les últimes desenes de milers d'anys, s'ha filtrat asfalt del terra, formant centenars de basses enganxoses en què els animals quedaven atrapats i, incapaços de sortir-ne, morien. L'asfalt també contribuïa a la fossilització de les restes dels animals. Al jaciment s'han trobat prop de sis mil exemplars d'ocells, uns 3.500 exemplars de mamífers, i grans quantitats de rèptils, amfibis i peixos. Entre molts altres mamífers de l'època glacial, un dels animals més comuns al jaciment és l'Smilodon, del qual s'han trobat nombrosos fòssils; el més probable és que els felins s'acostessin a les basses d'asfalt atrets per l'olor dels animals morts i que hi quedessin atrapats ells també. Els fòssils de S. fatalis componen aproximadament un terç del total de fòssils de mamífers trobats a La Brea, i n'hi ha exemplars de totes les edats i de tots els estadis de desenvolupament dental.
Les úniques restes humanes trobades fins ara son les de la Dona de La Brea.